# Klingerstown
Klingerstown és una concentració de població designada pel cens dels Estats Units a l'estat de Pennsilvània. Segons el cens del 2000 tenia 102 habitants.

## Demografia
Segons el cens del 2000, Klingerstown tenia 102 habitants, 40 habitatges, i 26 famílies. La densitat de població era de 93,8 habitants per quilòmetre quadrat.
Dels 40 habitatges en un 35% hi vivien nens de menys de 18 anys, en un 50% hi vivien parelles casades, en un 10% dones solteres, i en un 35% no eren unitats familiars. En el 27,5% dels habitatges hi vivien persones soles el 25% de les quals corresponia a persones de 65 anys o més que vivien soles. El nombre mitjà de persones vivint en cada habitatge era de 2,55 i el nombre mitjà de persones que vivien en cada família era de 2,92.
Per edats la població es repartia de la següent manera: un 24,5% tenia menys de 18 anys, un 5,9% entre 18 i 24, un 33,3% entre 25 i 44, un 12,7% de 45 a 60 i un 23,5% 65 anys o més.
L'edat mediana era de 36 anys. Per cada 100 dones de 18 o més anys hi havia 79,1 homes.
La renda mediana per habitatge era de 30.833 $ i la renda mediana per família de 31.667 $. Els homes tenien una renda mediana de 23.750 $ mentre que les dones 18.750 $. La renda per capita de la població era de 12.276 $. Entorn de l'11,5% de les famílies i el 15,6% de la població estaven per davall del llindar de pobresa.

## Poblacions més properes
El següent diagrama mostra les poblacions més properes.